# Copa Libertadores de Futsal Femenino 2022
La Copa Libertadores de Futsal Femenino 2022 o Conmebol Libertadores de Futsal Femenino 2022 fue la séptima edición del torneo internacional de la Copa Libertadores de Futsal Femenino organizado por la Confederación Sudamericana de Fútbol. Se disputó en Bolivia, entre el 4 y el 11 de junio de 2022, resultando campeón el equipo Taboão Magnus de Brasil. 

## Sede
| Cochabamba                         |
| ---------------------------------- |
| Complejo Polideportivo Quillacollo |
| Capacidad: 12 000                  |

## Equipos participantes

### Información de los equipos
| País      | Club                  | Ciudad          | Entrenador/a     |
| --------- | --------------------- | --------------- | ---------------- |
| Argentina | San Lorenzo           | Buenos Aires    | Claudio García   |
| Bolivia   | Always Ready          | El Alto         | Javier Velásquez |
| Brasil    | Taboão Magnus         | Taboão da Serra | Cris Souza       |
| Chile     | Deportes Valdivia     | Valdivia        | René Agüero      |
| Colombia  | Fundación Juventas    | Tunja           | Robinson Flórez  |
| Ecuador   | Santo Domingo         | Santo Domingo   | Juan Mera        |
| Paraguay  | Sport Colonial        | Asunción        | Nadia Rodas      |
| Perú      | Marte Club            | Lima            | Jesús Ydiaquez   |
| Uruguay   | Club Atlético Peñarol | Montevideo      | Andrés Izquierdo |
| Venezuela | Acción Deportiva      | Biscucuy        | Milagro Infante  |

## Fase de grupos
El 18 de mayo de 2022 se realizó el sorteo para determinar los 2 grupos, en el sorteo se establecieron dos cabezas de serie, uno de ellos el equipo que representa al país organizador, en este caso el Always Ready de Bolivia, y el otro representante el equipo que representa al último país en ganar la Copa Libertadores, el Taboão Magnus de Brasil.
La competición está dividida en dos grupos de cinco equipos cada grupo, y el sistema de competición es a una vuelta a jugar contra todos los equipos del grupo. Los dos primeros equipos de cada grupo pasarán a las semifinales, y el ganador de cada semifinal jugará la final para determinar el campeón del torneo.

### Grupo A
| Equipo                | Pts | PJ | PG | PE | PP | GF | GC |
| --------------------- | --- | -- | -- | -- | -- | -- | -- |
| San Lorenzo           | 9   | 4  | 3  | 0  | 1  | 17 | 3  |
| Club Sport Colonial   | 8   | 4  | 2  | 2  | 0  | 8  | 5  |
| Always Ready          | 7   | 4  | 2  | 1  | 1  | 21 | 6  |
| Club Atlético Peñarol | 4   | 4  | 1  | 1  | 2  | 9  | 12 |
| Deportes Valdivia     | 0   | 4  | 0  | 0  | 4  | 3  | 32 |

| 4 de junio de 2022, 17:00 (UTC-4) | Deportes Valdivia     | 2:8     | Club Atlético Peñarol                                                                      | Complejo Polideportivo Quillacollo, Cochabamba |                                       |
|                                   | Toro 5' · Fonseca 38' | Reporte | Yuvet 7' 16' · Solla 9' 33' · Salazar 11' · Lupano 17' · Florencia Vicente 26' · Graña 36' | Árbitro(s): Rosa Carvalho Johana Vega          | Árbitro(s): Rosa Carvalho Johana Vega |

| 4 de junio de 2022, 19:00 (UTC-4) | Always Ready                   | 3:3     | Club Sport Colonial                              | Complejo Polideportivo Quillacollo, Cochabamba |                                            |
|                                   | María Gálvez 6' · Mora 23' 29' | Reporte | Vallejos 12' · Claudia Romero 18' · Liz Sosa 37' | Árbitro(s): Anelize Schulz Oriana Zambrano     | Árbitro(s): Anelize Schulz Oriana Zambrano |

| 5 de junio de 2022, 17:00 (UTC-4) | San Lorenzo                                                             | 4:0     | Club Atlético Peñarol | Complejo Polideportivo Quillacollo, Cochabamba |                                          |
|                                   | Silvera 1' · Florencia Coronel 22' · Molina 35' · Lavinia Antequera 36' | Reporte |                       | Árbitro(s): Anelize Schulz Tayana Moreno       | Árbitro(s): Anelize Schulz Tayana Moreno |

| 5 de junio de 2022, 19:00 (UTC-4) | Club Sport Colonial                             | 3:1     | Deportes Valdivia | Complejo Polideportivo Quillacollo, Cochabamba |                                           |
|                                   | Yessica Armoa 10' · Liz Sosa 30' · Vallejos 39' | Reporte | Kiara Jert 24'    | Árbitro(s): Giselle Torri Oriana Zambrano      | Árbitro(s): Giselle Torri Oriana Zambrano |

| 6 de junio de 2022, 17:00 (UTC-4) | Club Sport Colonial                 | 2:1     | San Lorenzo       | Complejo Polideportivo Quillacollo, Cochabamba |                                          |
|                                   | Sol Escobar 33' · Yessica Armoa 38' | Reporte | Rocío Vázquez 18' | Árbitro(s): Anelize Schulz Rosa Carvalho       | Árbitro(s): Anelize Schulz Rosa Carvalho |

| 6 de junio de 2022, 19:00 (UTC-4) | Deportes Valdivia | 0:11    | Always Ready | Complejo Polideportivo Quillacollo, Cochabamba |                                       |
|                                   |                   | Reporte | Karla Ticona 7' 12' 37' · María Gálvez 12' 29' · Filadelfia Cruz 15' 31' · Ana Huanca 25' · Montalvo 29' · Mora 39' · Yoselin Portales 40' | Árbitro(s): Tayana Moreno Johana Vega          | Árbitro(s): Tayana Moreno Johana Vega |

| 7 de junio de 2022, 17:00 (UTC-4) | San Lorenzo | 10:0    | Deportes Valdivia | Complejo Polideportivo Quillacollo, Cochabamba |                                              |
|                                   | Silvera 2' 38' · Tamara Arario 6' 17' · Fonseca 9' 36' · Rocío Vázquez 9' 37' · Lavinia Antequera 31' · Milenia Agapio 35' | Reporte |                   | Árbitro(s): Giselle Torri Gema Villavicencio   | Árbitro(s): Giselle Torri Gema Villavicencio |

| 7 de junio de 2022, 19:00 (UTC-4) | Club Atlético Peñarol | 1:6     | Always Ready                                                                              | Complejo Polideportivo Quillacollo, Cochabamba |                                           |
|                                   | Graña 18'             | Reporte | Mora 9' · Ana Huanca 11' · Yoselin Portales 13' · María Gálvez 16' 29' · Karla Ticona 38' | Árbitro(s): Rosa Carvalho Oriana Zambrano      | Árbitro(s): Rosa Carvalho Oriana Zambrano |

| 8 de junio de 2022, 17:00 (UTC-4) | Club Atlético Peñarol | 0:0     | Club Sport Colonial | Complejo Polideportivo Quillacollo, Cochabamba |                                         |
|                                   |                       | Reporte |                     | Árbitro(s): Giselle Torri Tayana Moreno        | Árbitro(s): Giselle Torri Tayana Moreno |

| 8 de junio de 2022, 19:00 (UTC-4) | Always Ready | 1:2     | San Lorenzo             | Complejo Polideportivo Quillacollo, Cochabamba |                                          |
|                                   | Mora 40'     | Reporte | Úbeda 15' · Silvera 22' | Árbitro(s): Valeria Palma Anelize Schulz       | Árbitro(s): Valeria Palma Anelize Schulz |

### Grupo B
| Equipo             | Pts | PJ | PG | PE | PP | GF | GC |
| ------------------ | --- | -- | -- | -- | -- | -- | -- |
| Taboão Magnus      | 12  | 4  | 4  | 0  | 0  | 25 | 10 |
| Fundación Juventas | 6   | 4  | 2  | 0  | 2  | 23 | 10 |
| Santo Domingo      | 6   | 4  | 2  | 0  | 2  | 17 | 24 |
| Acción Deportiva   | 4   | 4  | 1  | 1  | 2  | 5  | 9  |
| Marte Club         | 1   | 4  | 0  | 1  | 3  | 6  | 23 |

| 4 de junio de 2022, 13:00 (UTC-4) | Taboão Magnus                                                                                | 8:2     | Marte Club                       | Complejo Polideportivo Quillacollo, Cochabamba |                                          |
|                                   | Luana Moura 14' 25' · Pao Britez 16' 30' · Drica 18' · Bife 28' · Pietra 33' · Natalinha 38' | Reporte | María Viloria 5' · Natalinha 13' | Árbitro(s): Valeria Palma Lorena Sánchez       | Árbitro(s): Valeria Palma Lorena Sánchez |

| 4 de junio de 2022, 15:00 (UTC-4) | Santo Domingo                   | 3:2     | Acción Deportiva           | Complejo Polideportivo Quillacollo, Cochabamba  |                                                 |
|                                   | Ochoa 30' · Bone 31' · Lema 38' | Reporte | Magdaleno 27' · Valera 34' | Árbitro(s): Estefanía Pinto Katherine Rodríguez | Árbitro(s): Estefanía Pinto Katherine Rodríguez |

| 5 de junio de 2022, 13:00 (UTC-4) | Fundación Juventas | 1:2     | Acción Deportiva  | Complejo Polideportivo Quillacollo, Cochabamba |  |
|                                   | Calderón 24'       | Reporte | Magdaleno 37' 40' |                                                |  |

| 5 de junio de 2022, 15:00 (UTC-4) | Marte Club                                    | 3:7     | Santo Domingo                                              | Complejo Polideportivo Quillacollo, Cochabamba |                                            |
|                                   | María Viloria 9' · Cruz 26' · Nancy Rivas 32' | Reporte | Vizuete 9' · Lema 13' 20' 39' · Valdez 23' · Ochoa 23' 24' | Árbitro(s): Lorena Sánchez Estefanía Pinto     | Árbitro(s): Lorena Sánchez Estefanía Pinto |

| 6 de junio de 2022, 13:00 (UTC-4) | Santo Domingo                         | 4:8     | Taboão Magnus                                                                              | Complejo Polideportivo Quillacollo, Cochabamba |                                          |
|                                   | Vizuete 6' 15' · Ochoa 24' · Lema 33' | Reporte | Gabi Machado 2' 17' · Pao Britez 11' · Drica 15' · Luana Moura 25' · Natalinha 31' 37' 40' | Árbitro(s): Valeria Palma Lorena Sánchez       | Árbitro(s): Valeria Palma Lorena Sánchez |

| 6 de junio de 2022, 15:00 (UTC-4) | Marte Club | 0:7     | Fundación Juventas                                                                | Complejo Polideportivo Quillacollo, Cochabamba |                                                |
|                                   |            | Reporte | Melissa Jaimes 11' 33' · Camargo 19' 22' 40' · Calderón 29' · Daymi Rodríguez 36' | Árbitro(s): Katerine Rodríguez Bettina Cingari | Árbitro(s): Katerine Rodríguez Bettina Cingari |

| 7 de junio de 2022, 13:00 (UTC-4) | Acción Deportiva | 0:4     | Taboão Magnus                      | Complejo Polideportivo Quillacollo, Cochabamba |                                                |
|                                   |                  | Reporte | Drica 8' 38' · Luana Moura 10' 17' | Árbitro(s): Estefanía Pinto Katerine Rodríguez | Árbitro(s): Estefanía Pinto Katerine Rodríguez |

| 7 de junio de 2022, 15:00 (UTC-4) | Fundación Juventas                                                                                                   | 11:3    | Santo Domingo                      | Complejo Polideportivo Quillacollo, Cochabamba |                                         |
|                                   | Fajardo 1' · Camargo 6' 26' · Benavides 11' 33' · Melissa Jaimes 18' · Vilardi 19' · Calderón 29' · Granados 35' 38' | Reporte | Vizuete 6' · Ochoa 40' · Barre 40' | Árbitro(s): Bettina Cingari Johana Vega        | Árbitro(s): Bettina Cingari Johana Vega |

| 8 de junio de 2022, 13:00 (UTC-4) | Taboão Magnus                                            | 5:4     | Fundación Juventas                                     | Complejo Polideportivo Quillacollo, Cochabamba |                                                |
|                                   | Pao Britez 5' 20' · Drica 15' · Bife 24' · Natalinha 39' | Reporte | Fajardo 3' · Camargo 15' · Calderón 16' · Quintero 20' | Árbitro(s): Lorena Sánchez Katherine Rodríguez | Árbitro(s): Lorena Sánchez Katherine Rodríguez |

| 8 de junio de 2022, 15:00 (UTC-4) | Acción Deportiva | 1:1     | Marte Club  | Complejo Polideportivo Quillacollo, Cochabamba |                                             |
|                                   | Magdaleno 20'    | Reporte | Viloria 37' | Árbitro(s): Bettina Cingari Estefanía Pinto    | Árbitro(s): Bettina Cingari Estefanía Pinto |

## Fase Final

### Noveno lugar
| 10 de junio de 2022, 13:00 (UTC-4)                                               | Deportes Valdivia                                     | 2:2 (3:4 p.)               | Marte Club                                   | Complejo Polideportivo Quillacollo, Cochabamba |                                       |
|                                                                                  | Pía Martínez 15' · Casanova 32'                       | Reporte                    | Lucy Salcedo 18' · Nayeli Conde 22'          | Árbitro(s): Giselle Torri Karem Barco          | Árbitro(s): Giselle Torri Karem Barco |
|                                                                                  |                                                       | Tiros desde el punto penal |                                              |                                                |                                       |
|                                                                                  | Lucero · Nadia Toro · Pía Martínez · Osses · Casanova |                            | Hellen Chacón · Dina · Medina · Lucy Salcedo |                                                |                                       |
| Finaliza en novena posición el Marte Club después de ganar la tanda de penaltis. |                                                       |                            |                                              |                                                |                                       |

### Séptimo lugar
| 10 de junio de 2022, 15:00 (UTC-4) | Club Atlético Peñarol | 0:3     | Acción Deportiva                             | Complejo Polideportivo Quillacollo, Cochabamba |                                           |
|                                    |                       | Reporte | Valera 17' · Magdaleno 24' · María Gómez 35' | Árbitro(s): Anelize Schulz Lorena Sánchez      | Árbitro(s): Anelize Schulz Lorena Sánchez |

### Quinto lugar
| 11 de junio de 2022, 13:00 (UTC-4) | Always Ready                                                                                              | 6:5     | Santo Domingo                        | Complejo Polideportivo Quillacollo, Cochabamba |                                           |
|                                    | Yoselin Portales 11' · Filadelfia Cruz 14' · Cartagena 15' · Ana Huanca 35' · Karla Ticona 37' · Mora 39' | Reporte | Lema 8' · Valdez 21' 29' · Ochoa 32' | Árbitro(s): Estefanía Pinto Giselle Torri      | Árbitro(s): Estefanía Pinto Giselle Torri |

### Semifinales
| 10 de junio de 2022, 17:00 (UTC-4) | San Lorenzo                                                           | 4:4 (3:3) (t. s.)(5:3 p.)  | Fundación Juventas                             | Complejo Polideportivo Quillacollo, Cochabamba |                                           |
|                                    | Rocío Vázquez 12' · Fonseca 36' · Lavinia Antequera 37' · Silvera 42' | Reporte                    | Calderón 20' · Camargo 34' 43' · Vilardi 34'   | Árbitro(s): Rosa Carvalho Oriana Zambrano      | Árbitro(s): Rosa Carvalho Oriana Zambrano |
|                                    |                                                                       | Tiros desde el punto penal |                                                |                                                |                                           |
|                                    | Fonseca · Molina · Nicole Hain · Silvera · Lavinia Antequera          |                            | Camargo · Quintero · Melissa Jaimes · Calderón |                                                |                                           |

| 10 de junio de 2022, 19:00 (UTC-4) | Taboão Magnus                                        | 5:0     | Club Sport Colonial | Complejo Polideportivo Quillacollo, Cochabamba |                                               |
|                                    | Luana Moura 4' 14' · Natalinha 23' 38' · Su Reis 35' | Reporte |                     | Árbitro(s): Tayana Moreno Katherine Rodríguez  | Árbitro(s): Tayana Moreno Katherine Rodríguez |

### Tercer lugar
| 11 de junio de 2022, 15:00 (UTC-4) | Fundación Juventas                | 2:4 (2:2) (t. s.) | Club Sport Colonial                                                | Complejo Polideportivo Quillacollo, Cochabamba |                                            |
|                                    | Melissa Jaimes 13' · Calderón 32' | Reporte           | Vallejos 11' · Liz Sosa 33' · Claudia Romero 45' · Sol Escobar 50' | Árbitro(s): Anelize Schulz Bettina Cingari     | Árbitro(s): Anelize Schulz Bettina Cingari |